# Адамович, Дмитрий Олегович
Дмитрий Олегович Адамо́вич  (род. 10 ноября 1994) — казахстанский ориентировщик на лыжах и бегом.

## Биография
После окончания школы в Риддере живет в Астане, тренируется в у Г. В. Корниловой.
Занимается как летним, так и зимним ориентированием.
На казахстанско-российские соревнованиях по спортивному ориентированию «Бурабай-2012» был победителем в категории до 18 лет.
На чемпионате мира в Риддере был 36-м в спринте и 35-м — на длинной дистанции.